# هارولد بروك
هارولد بروك (بالإنجليزية: Harold Brook)‏ (15 أكتوبر 1921 - 1998) هو لاعب كرة قدم بريطاني (وحمل سابقاً جنسية المملكة المتحدة لبريطانيا العظمى وأيرلندا) في مركز الهجوم. لعب مع ليدز يونايتد ولينكولن سيتي أف سي.

## وصلات خارجية
- هارولد بروك على موقع قاعدة بيانات كرة القدم.إي يو (الإنجليزية)